# Telescopi refractor

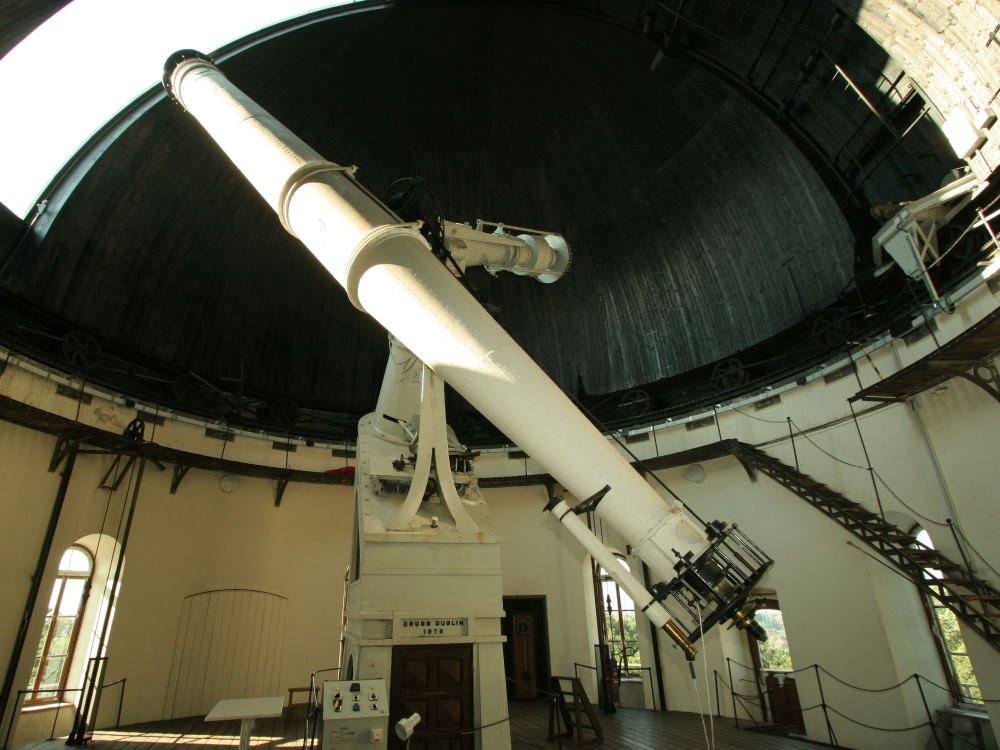
Telescopi de 68 cm en l'observatori de la universitat de Viena

Un telescopi refractiu és un telescopi òptic que forma imatges d'objectes llunyans utilitzant un sistema de lents convergents en els quals la llum es refracta. La refracció de la llum en la lent de l'objectiu fa que els rajos paral·lels, procedents d'un objecte molt allunyat (en l'infinit), es concentren sobre un punt del plànol focal. La imatge formada per l'objectiu és la que observem a través de la lent ocular (que actua com una lupa). Això permet mostrar els objectes llunyans majors i més brillants.
El seu funcionament és molt similar al d'un microscopi. Un refractiu típic té dues lents, una és l'objectiu i l'altra és l'ocular. Les formes de les lents i el material utilitzat es dissenyen per a limitar al màxim el grau d'aberració esfèrica i aberració cromàtica de l'instrument.
Aquest tipus de telescopis són molt comuns en l'astronomia per a aficionats. No obstant això existeixen importants dificultats tècniques que impedeixen realitzar telescopis refractius de gran grandària i de gran obertura, ja que resulta difícil fabricar lents útils de gran grandària i suficientment lleugeres per a l'objectiu. D'altra banda hi ha problemes de qualitat de la imatge a causa de petites bombolles d'aire atrapades en el vidre de la lent principal i a més el material de la lent resulta opac a determinades longituds d'ona, raó per la qual es perd sensibilitat en algunes parts de l'espectre lumínic. La majoria d'aquests problemes es resolen utilitzant un telescopi reflector.
El problema de les aberracions cromàtiques es corregeix parcialment amb lents apocromàtiques, però aquest tipus de telescopi té un preu molt elevat.

## Ressenya històrica
El telescopi refractor va ser el primer tipus de telescopi òptic i la seva invenció no pot ser atribuïda amb precisió. Alguns escrits suggereixen que s'havia desenvolupat un prototip en la dècada de 1550, però els primers exemples descrits explícitament vénen d'Itàlia (1590) i del nord d'Europa (Països Baixos, al voltant de 1608). Giambattista della Porta ho esmenta en el seu llibre La Magie naturelle (1589). Posteriorment, diverses persones van tractar d'obtenir una patent: Hans Lippershey, que va ser el primer a fer una demostració concreta amb una magnificació de tres augments a finals de setembre de 1608; Zacharias Janssen, que va fabricar un instrument que hauria venut en la fira de tardor a Frankfurt al setembre de 1608; i Jacob Metius d'Alkmaar. Aquest últim és recolzat per René Descartes, que parla en 1637 d'aquesta invenció en el començament del seu Dioptrique:
| «                                   | Però, per a vergonya de les nostres ciències, aquesta invenció, tan útil i admirable, no ha estat trobada primerament més que per experiència i fortuna. Fa al voltant de trenta anys, un home anomenat Jacques Metius, de la ciutat d'Alkmaar a Holanda, un home que mai havia estudiat, a pesar que tenia un pare i un germà que van fer professió de les matemàtiques, però que tenia un plaer especial a fer miralls i lents brillants, component-les fins i tot a l'hivern amb el gel, així que l'experiència ha demostrat que es pot fer, tenint en aquesta ocasió diversos vidres de diferents formes, va pensar per gust a mirar a través de dos, sent un una mica més gruixut al centre que en els extrems, i l'altre al contrari molt més gruixut en els extrems que al centre, i els va aplicar tan feliçment en tots dos extrems d'una canonada, que la primera de les lents que parlem, va ser així composta. | Mais, à la honte de nos sciences, cette invention, si utile et si admirable, n'a premièrement été trouvée que par l'expérience et la fortune. Il y a environ trente ans, qu'un nommé Jacques Metius, de la ville d'Alkmaar en Hollande, homme qui n'avait jamais étudié, bien qu'il eût un père et un frère qui ont fait profession des mathématiques, mais qui prenait particulièrement plaisir à faire des miroirs et verres brûlants, en composant même l'hiver avec de la glace, ainsi que l'expérience a montré qu'on en peut faire, ayant à cette occasion plusieurs verres de diverses formes, s'avisa par bonheur de regarder au travers de deux, dont l'un était un peu plus épais au milieu qu'aux extrémités, et l'autre au contraire beaucoup plus épais aux extrémités qu'au milieu, et il les appliqua si heureusement aux deux bouts d'un tuyau, que la première des lunettes dont nous parlons, en fut composée. | » |
| — Dioptrique (1637), René Descartes | | |   |

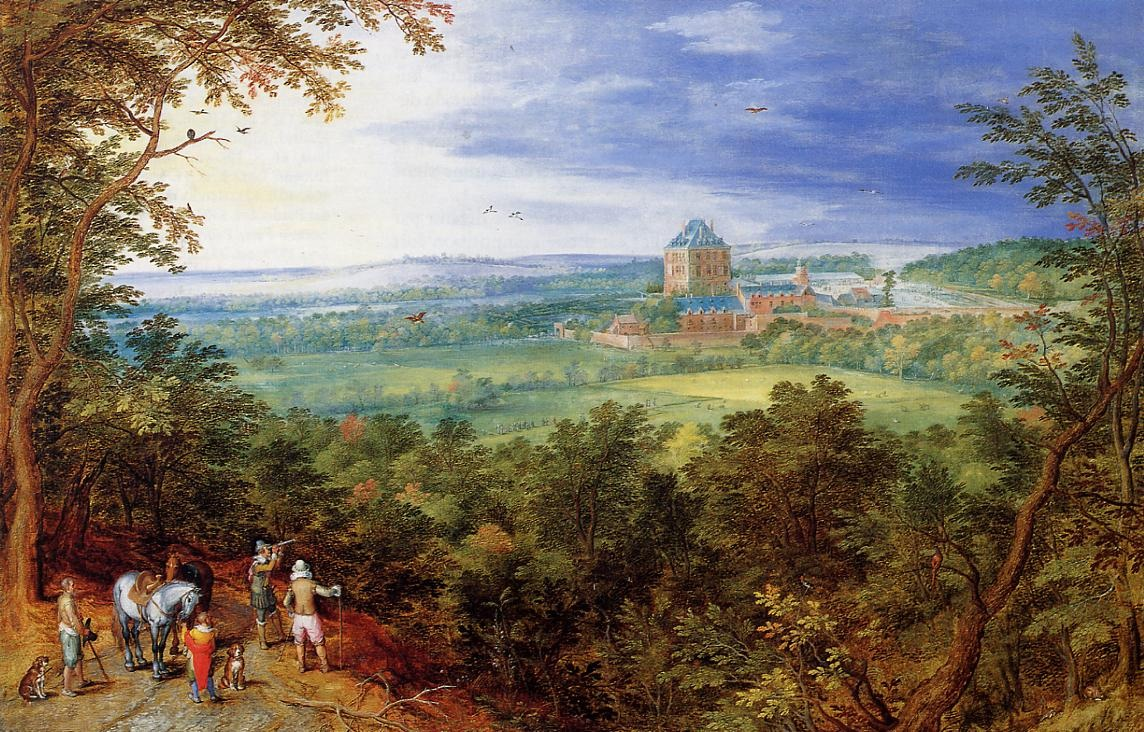
La primera representació coneguda d'un telescopi va aparèixer en aquesta obra de Jan Brueghel el Vell, Paysage sur le château de Mariemont

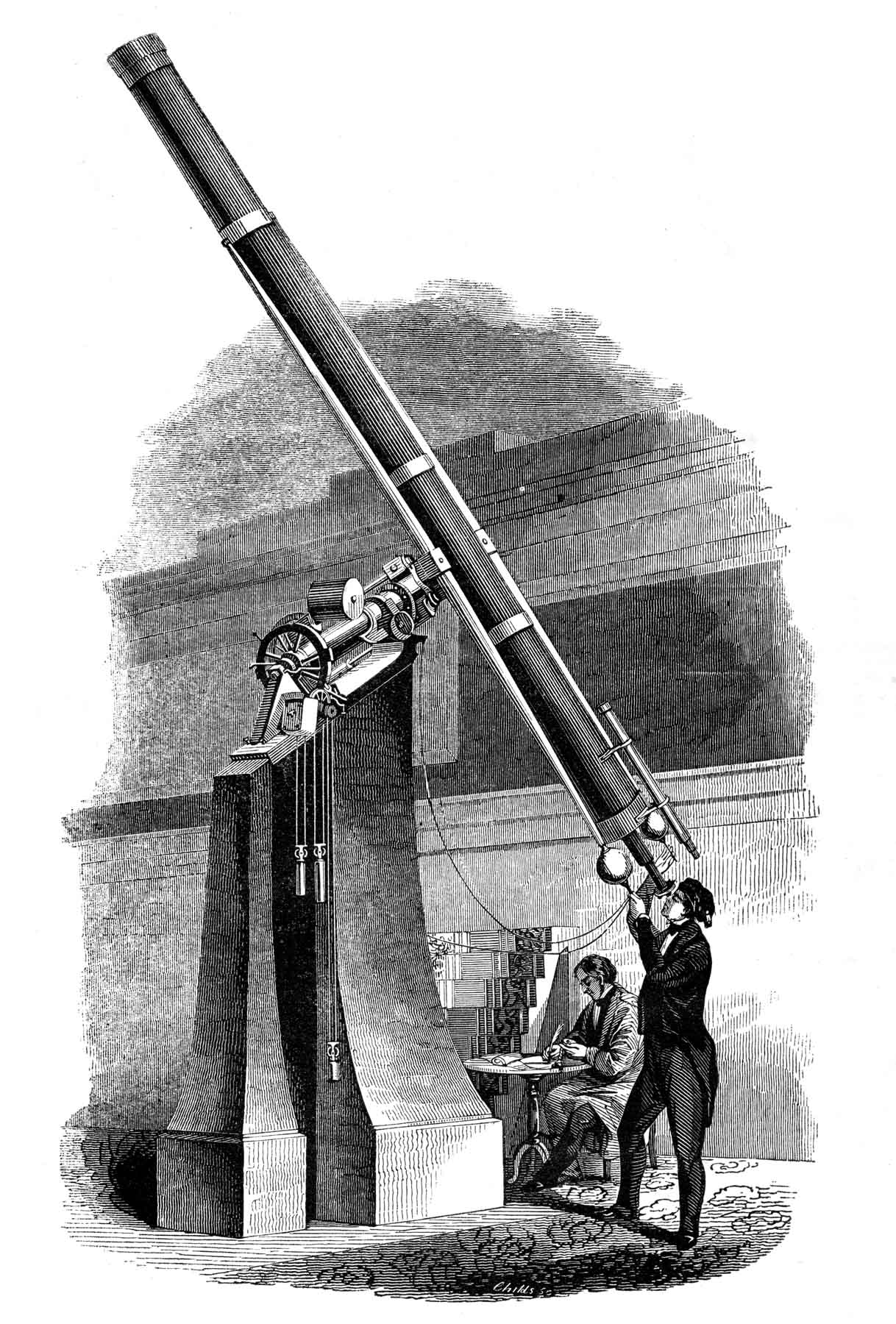
Observatori de Cincinnati, G. & S. Merz. (il·lustració de l'obra 'Smith Illustrated Astronomy', de 1848).

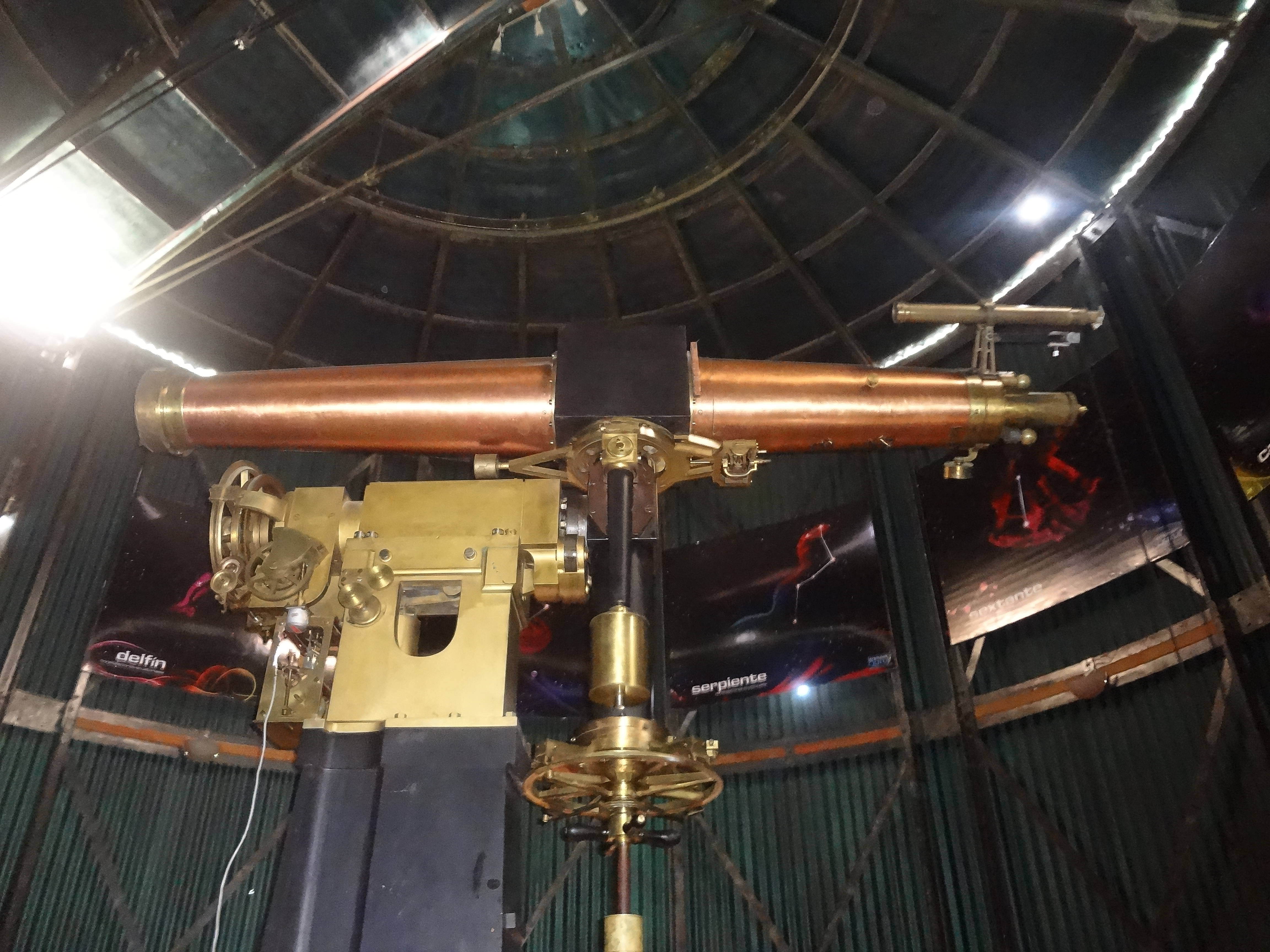
Antic refractor de l'Observatori Astronòmic de Quito

Una vegada que el telescopi va ser conegut i va començar a estendre's, diverses persones, entre elles Thomas Harriot i Christoph Scheiner, el van enfocar cap al cel a principis de 1609 per observar objectes celestes. Però va ser Galileo Galilei que, des d'agost de 1609, va establir realment el telescopi com a instrument d'observació astronòmica per al conjunt dels seus descobriments celestes i, especialment, per la mirada nova que va portar al cel i als objectes que contemplava, meravellant-se dels fenòmens que veia i estudiava. Galileu, estant a Venècia aproximadament en el mes de maig, s'havia assabentat de la invenció i havia construït una versió pròpia. Va comunicar llavors els detalls de la seva invenció en públic i va presentar el seu propi instrument al Dux de Venècia Leonardo Donato en una sessió davant del Senat de la República de Venècia. Va fabricar les seves pròpies lents i al principi els va donar un augment de sis en lloc de tres, per anar augmentant gradualment a 20 i després a 30.
La primera representació coneguda d'un telescopi és una obra de Jan Brueghel el Vell, Paysage sur le château de Mariemont, en la qual el arxiduc Albert d'Habsburg té l'instrument.
Segons alguns investigadors, qui suposadament hauria inventat el telescopi seria l'òptic català Joan Roget en 1590, l'invent del qual hauria estat copiat per Zacharias Janssen.
Després dels dissenys pioners de Galileu, a mesura que es van construir telescopis cada vegada més potents, el problema de l'aberració cromàtica va suposar un greu factor limitant de la seva qualitat d'imatge. Per evitar aquest problema es van desenvolupar els telescopis keplerians dissenyats amb enormes distàncies focals, factor que els feia molt poc manejables. Aquestes limitacions dels telescopis refractors van portar al primer desenvolupament dels telescopis de mirall, que a finals del segle xviii havien aconseguit un considerable avanç de la mà de William Herschel.
No obstant això, el progrés del disseny de lents acromàtiques de la mà de John Dollond durant el segle xviii, va posar les bases de l'època dels grans refractors, que es va iniciar en 1820 amb el primer telescopi refractor acromàtic de 9 polzades construït per Joseph von Fraunhofer per l'Observatori de Dorpat, a Estònia. Els problemes de manteniment dels miralls metàl·lics de l'època, van fer que els instruments refractors passessin a ser de nou els favorits dels astrònoms.
Al llarg del segle xix es va produir la fundació de nombrosos observatoris per tot el món (tant estatals com a privats), que competien per posseir el millor telescopi, la qual cosa es va traduir en una "carrera" per fabricar lents de major diàmetre cada vegada. Així, en els 80 anys transcorreguts entre 1820 i 1900, es va passar dels 22,8 cm de diàmetre del telescopi de Fraunhofer, als 125 cm del Telescopi de la Gran Exposició Universal de París (1900), amb el qual es va aconseguir el límit tècnic dels refractors, condicionats per dificultats de fabricació i pel problema del fletxat de les lents.
Durant aquest període, un grapat de destacats fabricants van cimentar el seu prestigi amb ambicioses realitzacions, com G. & S. Merz (empresa continuadora de l'obra de Fraunhofer); John Brashear; Carl Zeiss; els germans Henry; o Alvan Clark & Sons (fabricant en 1897 de la major lent encara en servei, la del telescopi de l'Observatori Yerkes, amb 102 cm de diàmetre).
Malgrat l'auge dels telescopis reflectors durant el segle XX (gràcies primer a la millora de les tècniques del platejat de miralls a finals del segle xix, i posteriorment al desenvolupament de les tècniques de miralls segmentats recolzades en l'avanç dels ordinadors), realitzacions com el telescopi refractor de 98 cm de diàmetre de l'Observatori del Roque de los Muchachos inaugurat l'any 2002, confirmen que aquest tipus d'instruments segueixen mantenint la seva vigència en determinades tasques astronòmiques, com l'observació solar.

## Dissenys de telescopis refractors
Tots els telescopis refractors usen els mateixos principis. La combinació de lents de l'objectiu i d'algun tipus d'ocular s'empra per reunir més llum del qual l'ull humà és capaç de recollir per si mateix, per presentar a l'observador una imatge virtual augmentada i amb major lluentor i claredat.
L'objectiu en un telescopi refractor serveix perquè rajos de llum paral·lels a l'eix de l'instrument sotmesos al fenomen físic de la refracció convergeixin en un punt focal; mentre que els no paral·lels convergeixen en un pla focal. El telescopi converteix un feix de rajos paral·lels que formen un angle ? amb el seu eix òptic en un segon feix paral·lel amb un angle β. La relació β/α es denomina ampliació angular. És igual a la relació entre les grandàries d'imatge en la retina obtinguts amb i sense el telescopi.
Els telescopis refractors poden adoptar moltes configuracions diferents per corregir l'orientació de la imatge i els tipus d'aberració. A causa que la imatge es forma mitjançant la flexió de la llum o refracció, aquests instruments òptics es denominen "telescopis refractors" o simplement "refractors".

### Telescopi galileà

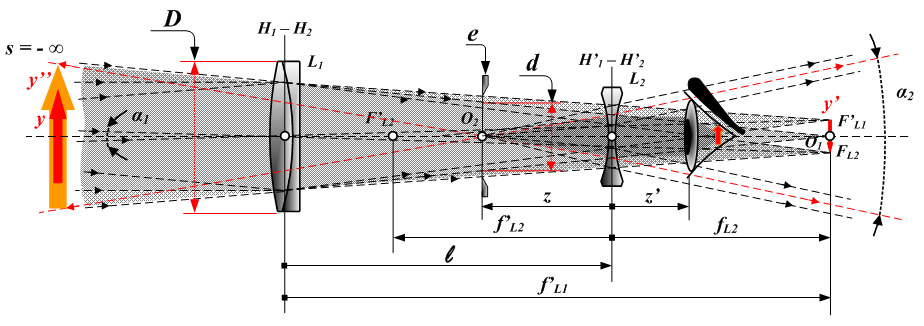
Diagrama òptic d'un telescopi galileà:
y – Objecte distant; y′ – Imatge real en l'objectiu; y″ – Imatge virtual ampliada en l'ocular;
D – Diàmetre d'entrada de la pupil·la; d – Diàmetre virtual de sortida de la pupil·la; L1 – Lent de l'objectiu; L2 – Lent de l'ocular e – Pupil·la virtual de sortida – Relacions del telescopi

El disseny de Galileo Galilei utilitzat en 1609 és comunament anomenat telescopi galileà. Va utilitzar una lent convergent en l'objectiu (pla-convexa) i una lent divergent (pla-còncava) en l'ocular (Galileu, 1610). Un telescopi galileà, atès que el disseny no té focus intermedi, dona lloc a una imatge no invertida i vertical.
El millor telescopi de Galileu aconseguia una magnificació de 30 vegades. A causa dels defectes en el seu disseny, com la forma de la lent i l'estret camp de visió, les imatges estaven borroses i distorsionades. Malgrat aquests defectes, el telescopi encara era prou bo com perquè Galileu explorés el cel. El telescopi galileà podia detectar les fases de Venus, i va ser capaç de veure cràters a la Lluna i quatre llunes orbitant Júpiter.
Els rajos paral·lels de llum procedents d'un objecte distant (y) són portats a un punt en el plànol focal de l'objectiu (F' L1 / y'). La lent (divergent) de l'ocular (L2) intercepta aquests rajos i els fa paral·lels una vegada més. Els rajos de llum no paral·lels procedents de l'objecte que es desplaça en un angle α1 pel que fa a l'eix òptic es desplacen a un angle major (α2>α1) després de passar a través de l'ocular. Això condueix a un augment en la grandària angular aparent i és responsable de l'ampliació percebuda.
La imatge final (y') és una imatge virtual, situada en l'infinit i amb la mateixa forma que l'objecte.

### Telescopi keplerià

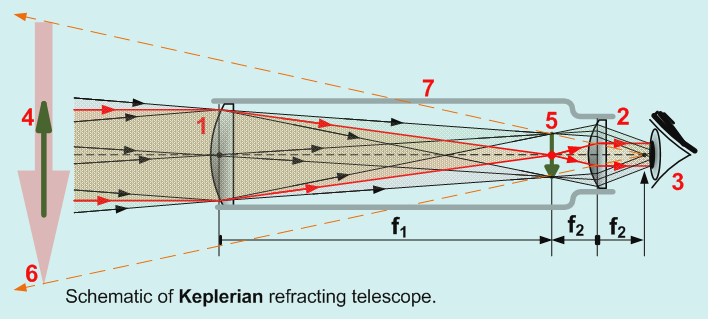
Diagrama òptic d'un telescopi keplerià:
La fletxa en (4) és una representació esquemàtica de la imatge original; la fletxa en (5) és la imatge invertida en el plànol focal; la fletxa en (6) és la imatge virtual que es forma en l'esfera visual de l'espectador. Els rajos vermells produeixen el punt mitjà de la fletxa; altres dos conjunts de rajos (en negre) produeixen el cap i la cua.

El telescopi keplerià, inventat per Johannes Kepler en 1611, és una millora del disseny de Galileu. Utilitza una lent convexa en l'ocular en lloc de la còncava del model de Galileu. L'avantatge d'aquesta disposició és que els rajos de llum que emergeixen de l'ocular són convergents. Això permet un camp de visió molt més ampli i un major detall, però la imatge per a l'espectador s'inverteix. Amb aquest disseny es poden aconseguir augments considerablement més alts, però per superar les aberracions, la lent simple de l'objectiu necessita tenir un relació focal f molt alta (Johannes Hevelius va construir instruments amb una distància focal de 46 m, i fins i tot es van construir "telescopis aeris" sense tub amb majors distàncies). El disseny també permet l'ús d'un micròmetre en el plànol focal (utilitzat per determinar la grandària angular i/o la distància fins als objectes observats).

### Refractors acromàtics
La lent refractiva acromàtica va ser inventada en 1733 per un advocat anglès anomenat Chester Moore Hall, encara que va ser independentment inventada i patentada per John Dollond al voltant de 1758. El disseny va superar la necessitat de longituds focals molt llargues en els telescopis refractors usant un objectiu confeccionat amb dues peces de vidre amb diferents índexs de dispersió, "vidre crown" i "vidre flint", limitant els efectes de l'aberració cromàtica i de l'aberració esfèrica. Els dos costats de cada peça són esmolats i polits, i després les dues peces es munten juntes. Les lents acromàtiques es dissenyen perquè dues longituds d'ona (típicament el vermell i el blau) s'enfoquin en el mateix pla. L'era dels grans refractors al segle xix va veure la fabricació d'enormes lents acromàtiques, culminant amb el refractor acromàtic més gran mai construït, per l'Exposició Universal de París de 1900, en el qual es va utilitzar una lent de 125 cm de diàmetre.

### Refractors apocromàtics
Els refractors apocromàtics tenen objectius construïts amb materials especials de dispersió extraordinàriament baixa. Estan dissenyats per enfocar tres longituds d'ona (típicament vermell, verd i blau) en el mateix plànol. L'error de color residual (espectre terciari) pot ser fins a un ordre de magnitud menor que el d'una lent acromàtica. Tals telescopis contenen elements de fluorita o vidre especial de dispersió extra-baixa (ED) en l'objectiu i produeixen una gran nitidesa d'imatge que està pràcticament lliure d'aberració cromàtica. A causa dels materials especials necessaris en la fabricació, els refractors apocromàtics són generalment més cars que els telescopis d'altres tipus amb una obertura comparable.